# Nikolaikirche (Caldern)

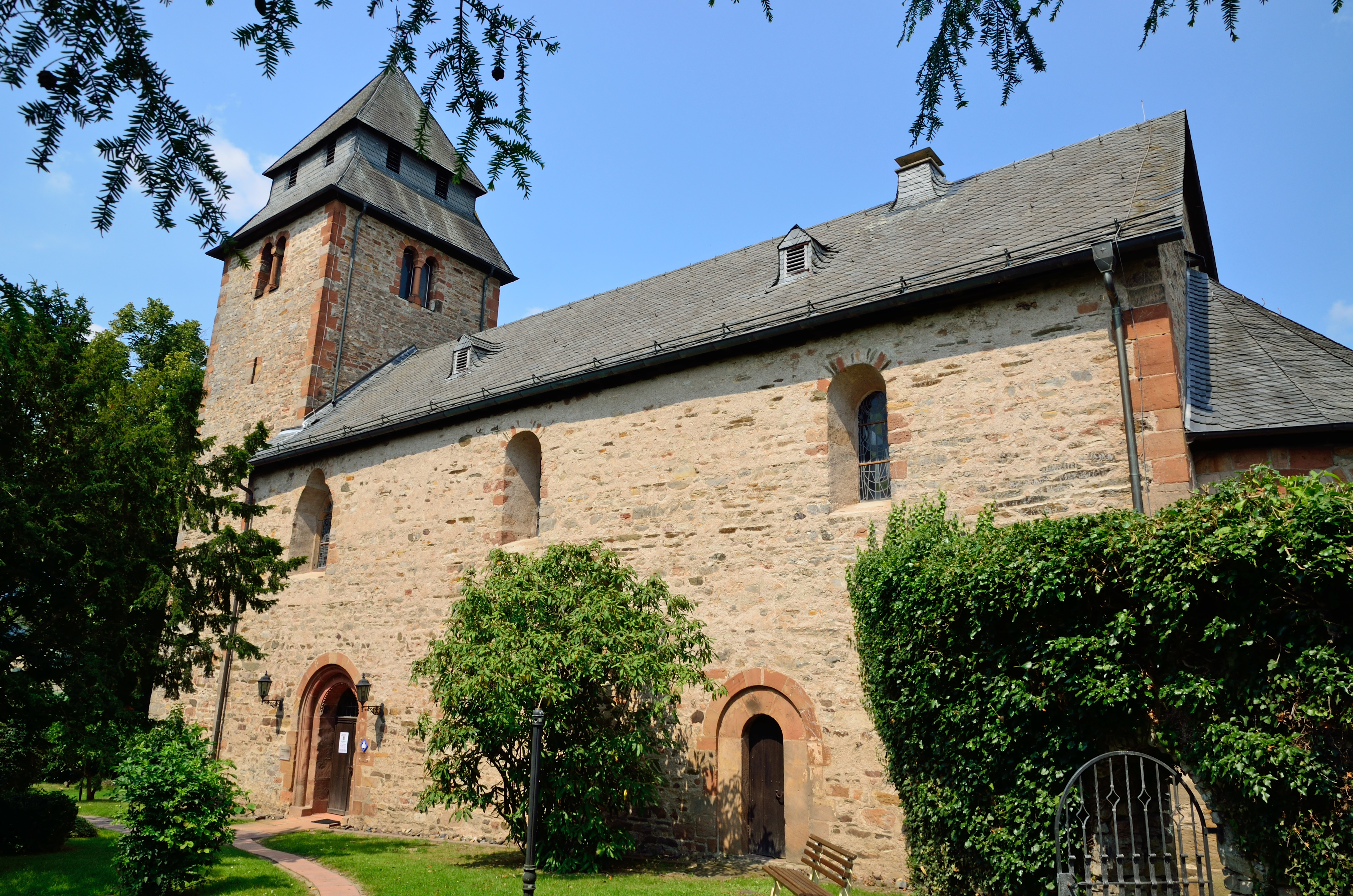

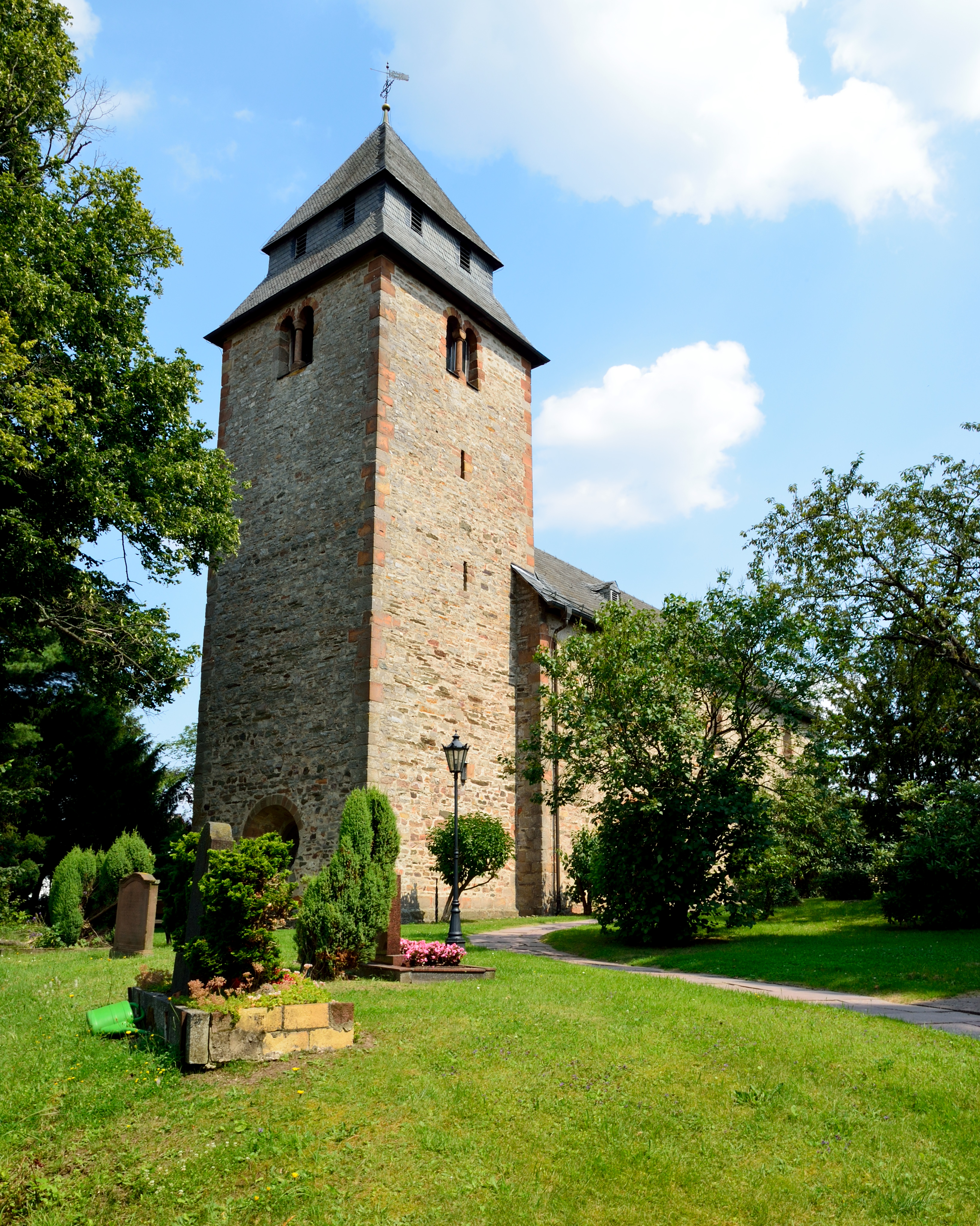

Die Nikolaikirche steht in Caldern, einem Teil der Gemeinde Lahntal im Landkreis Marburg-Biedenkopf in Hessen. Sie gehört zur Evangelisch-Lutherischen Kirchengemeinde Sterzhausen-Caldern im Kirchenkreis Kirchhain in der Evangelischen Kirche von Kurhessen-Waldeck.

## Geschichte

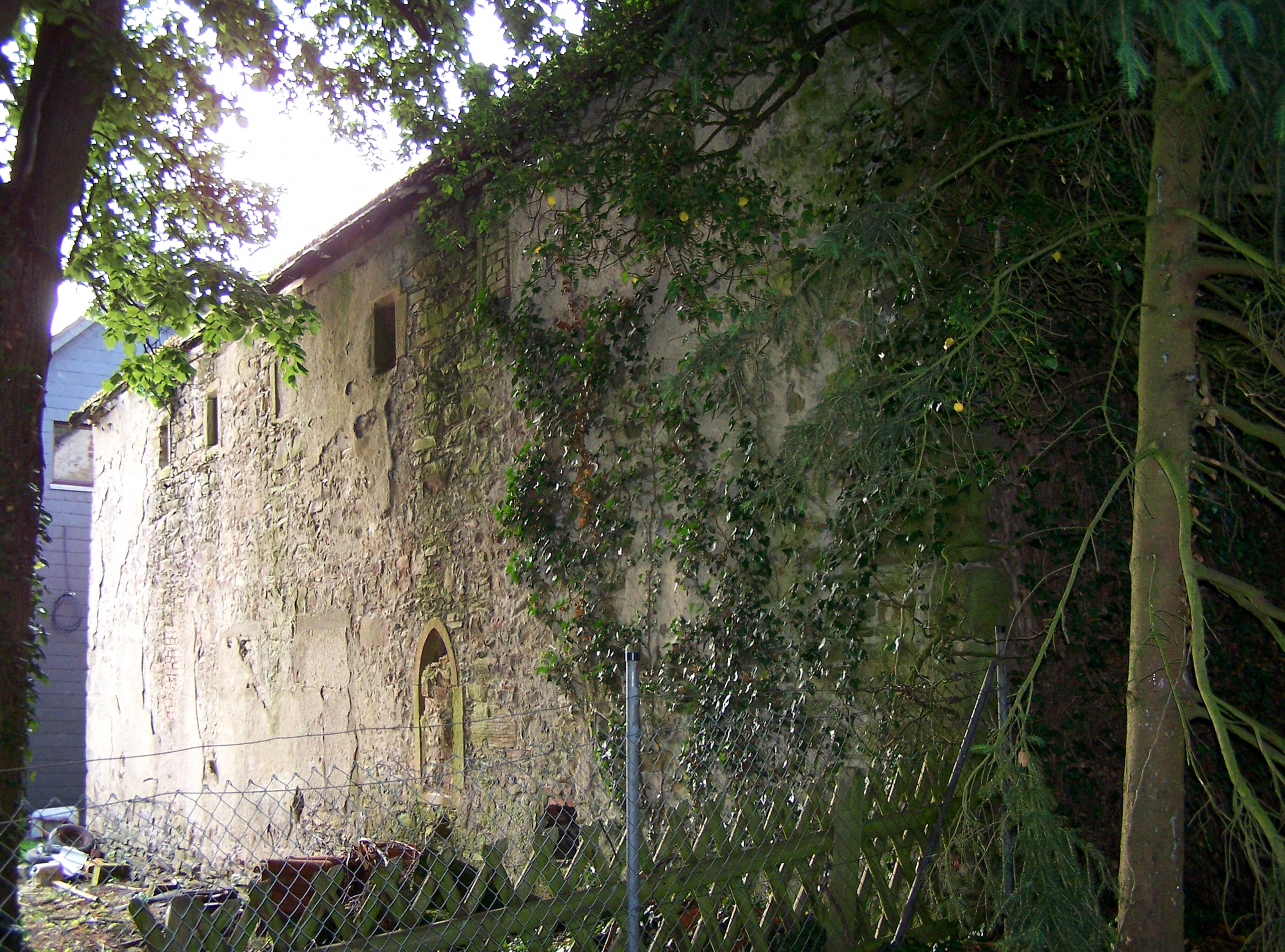
Konventgebäude des ehemaligen Klosters

Die Kirche war Klosterkirche des Zisterzienserinnenklosters in Caldern, das im Mittelalter 1250 erstmals erwähnt ist und bis zum Anfang der Neuzeit im Jahr 1527 bestand. Das Kloster lag auf einer Bergnase hoch über der Lahn und dem Dorf Caldern. Die Kirche ist dem heiligen Nikolaus und der heiligen Maria geweiht.
Im Mittelalter (1154) diente das Kloster als Station für Rompilger. Die Kirche ist 1235 erstmals urkundlich erwähnt, das Nonnenkloster 1250. Im 13. Jahrhundert schenkte Sophie von Brabant die spätromanische Nikolai-Kapelle dem Zisterzienserorden und stellte das neu gegründete Kloster 1250 unter ihren besonderen Schutz. Die Kapelle wurde zur Klosterkirche. Bis zur Reformation gehörte Caldern zum Erzbistum Mainz. Das Kloster prägte das dörfliche Leben, bis es 1527 von Philipp I. von Hessen aufgelöst wurde und der gesamte Besitz in die Hände der damals neuen Philipps-Universität Marburg überging. Die 41 Nonnen, davon 15 Laienschwestern, erhielten eine Abfindung. Die Kirche wurde wieder zur Pfarrkirche. Bis heute verfügt die Universität über das Patronat und größeren Grundbesitz in Caldern. Von den ehemaligen Klosteranlagen ist das ehemalige Konventgebäude erhalten. Der Kreuzgang existiert nicht mehr. Reste der ehemaligen Klostermauer und die Steinschale des Klosterbrunnens sind noch vorhanden.

## Heutige Nutzung

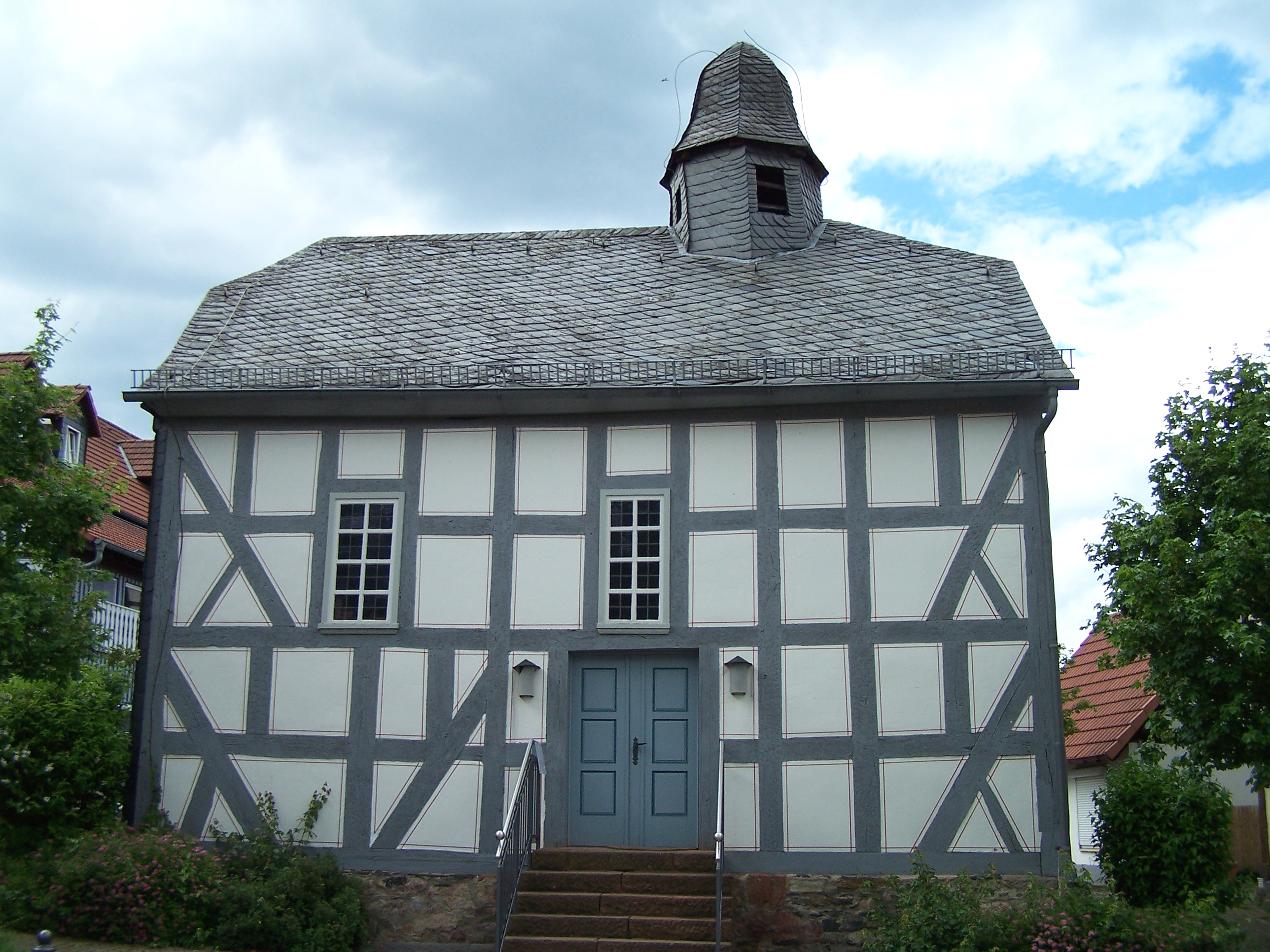
Filialkirche in Fachwerk-Bauweise in Kernbach

Die Kirche wird von der Evangelisch-Lutherischen Kirchengemeinde genutzt, die auch eine kleinere Kirche in Kernbach unterhält, eine Fachwerkkirche in Ständerbauweise aus dem Jahre 1687. Das ehemalige Klostergelände dient teilweise der Kirchengemeinde unter dem Namen Paradies als Gemeindegarten. Unter dem Titel Kultur im Paradies finden dort Kulturveranstaltungen statt. Die Kirche ist eine der Radwegekirchen der Evangelischen Kirche in Deutschland mit saisonalen Andachtsangeboten für Radreisende. Ein Rastplatz für Radfahrer wurde 2012 angelegt. An das Pfarrhaus und an die verpachteten Gebäude des ehemaligen Gutshofes der Philipps-Universität Marburg schließt sich eine neuzeitliche Wohnbebauung an.
Die Kirche ist im Sommer (von Ostern bis Erntedank) täglich geöffnet, in den Wintermonaten jeweils an Samstagen, Sonntagen und Feiertagen. Aufgrund eines Brandanschlags am 23. Juni 2022 durch Minderjährige wurde die Kirche verrußt und bleibt für einige Monate geschlossen.

## Architektur

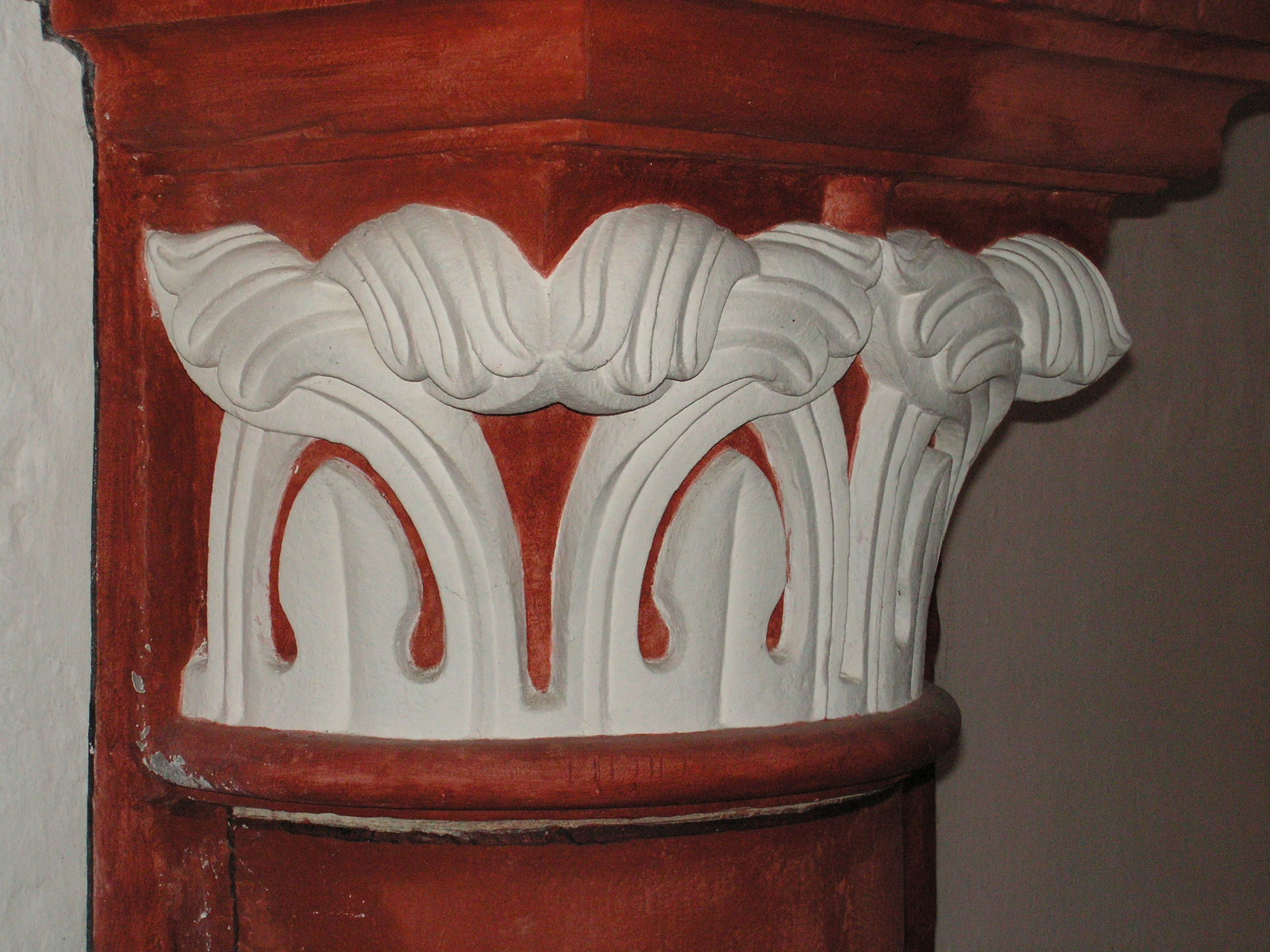
Kapitell einer Wandsäule

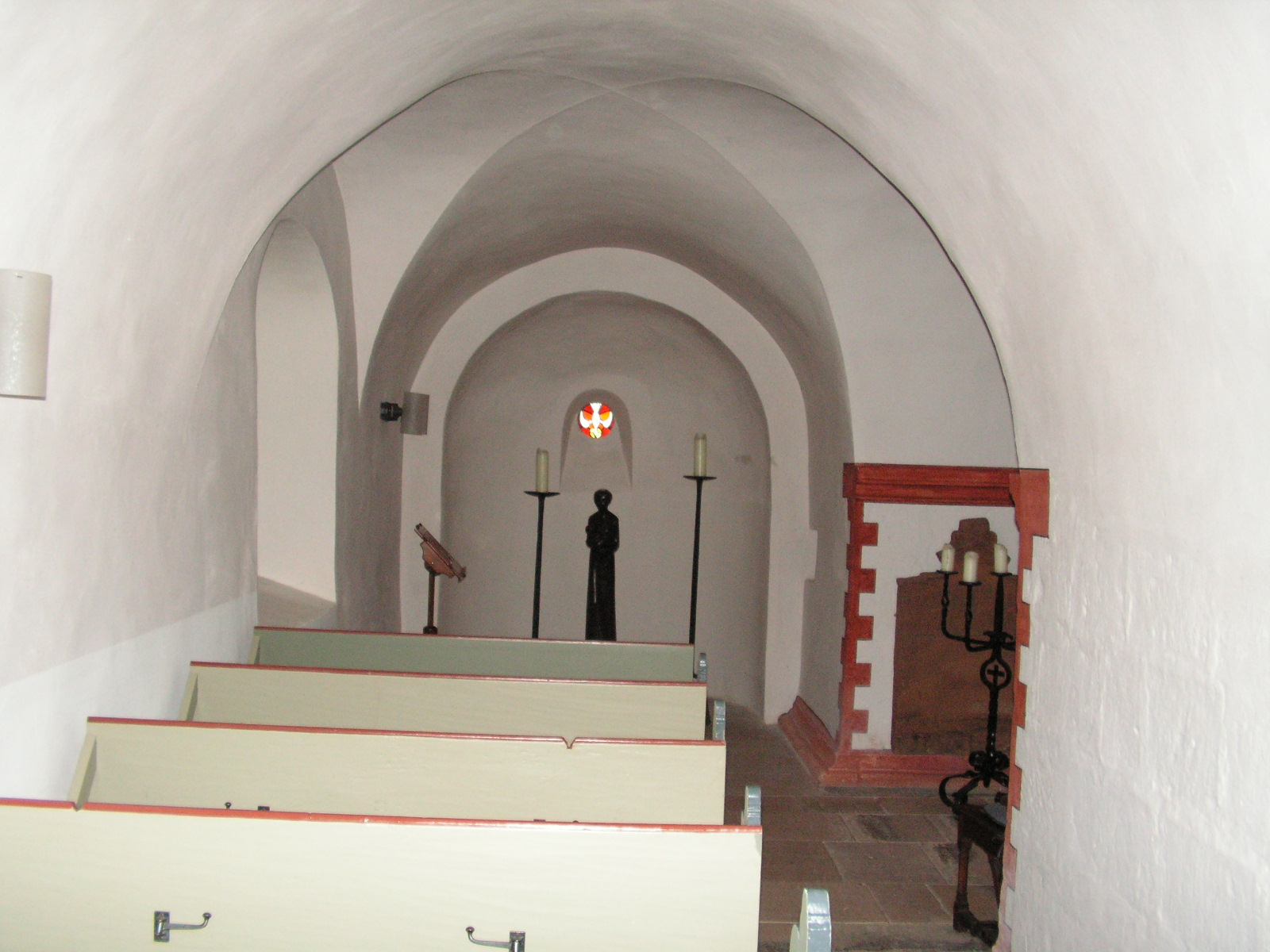
Nördliches Seitenschiff (Johanniskapelle) nach Osten

Die Kirche steht im Westteil des ehemaligen Klosterbezirks und ist nach Osten ausgerichtet. Das Langhaus hat zwei Joche. Der Chorraum im Osten ist quadratisch mit einer halbrunden Apsis. Das halbhohe Seitenschiff im Norden wird von der Johanneskapelle mit einer kleinen Apsis abgeschlossen. Die Kapelle ist der heiligen Maria gewidmet.
Die Südseite hat zwei Portale. Zur Johanneskapelle an der Westseite führt ein Zugang durch ein Nebenportal. Die Form der Kirchenfenster entspricht mit Ausnahme eines gotischen Maßwerkfensters der südlichen Langhauswand der romanischen Architektur. Ursprünglich durchzog eine Nonnenempore beide Joche des Langhauses. Die Gewölbestützen tragen ein Kreuzgratgewölbe, das in der Apsis die Form einer Kalotte bildet. Die Kapitelle sind mit verschiedenen Blattmotiven verziert. Haupt- und Seitenschiff sind durch zwei große Arkaden verbunden.
Der wehrhaft gebaute Glockenturm im Westen des Hauptschiffs trägt ein pyramidenförmiges Helmdach. Er hat vier Stockwerke, die mit einer Treppe innerhalb der 1,89 m dicken Bruchsteinmauern verbunden sind. Die älteste der vier Glocken im obersten Stockwerk stammt aus dem 13. Jahrhundert.
Turm und Ostapsis widersprechen dem Bauideal der Zisterzienser, deren Bauten in der Regel auf diese Architekturelemente verzichteten. Da bereits zum Zeitpunkt der Klosterstiftung eine Kirche existierte, ist anzunehmen, dass diese Abweichungen von der Bauregel auf den vorgefundenen Baubestand zurückzuführen sind.

## Ausstattung

Romanisches Taufbecken (Kump) im Westen der Kirche

Die Farbgebung des Kircheninneren gibt den Zustand aus dem frühen 19. Jahrhundert wieder. Im Altarraum, dessen Fußboden mit einem Mosaik in Fischgrätmuster aus Kieselsteinen belegt ist, steht ein Chorgestühl mit Baldachin. Der kastenförmige, schmucklose Altar entspricht den Vorschriften der Zisterzienser. Im Seitenschiff (Johanniskapelle) befinden sich neben dem Portal Epitaphe von 1676 und 1682 sowie weitere Grabsteine aus dem Dreißigjährigen Krieg. In der Apsis der Kapelle steht eine 1996 von François Brochet (1925–2001) geschaffene 95 cm hohe Skulptur aus Bronze.
Die hölzerne Kanzel aus dem 17. Jahrhundert wurde um 1900 durch eine neuromanische Steinkanzel ersetzt. Das Kruzifix auf dem Altar aus Holz ließ um 1315 ein Patrizier aus Marburg anfertigen, der es dem Kloster schenkte. Der Abendmahlskelch stammt aus der gleichen Zeit.
Die Taufschüssel stammt vermutlich von etwa 1500. Die kelchförmige Kuppa des heutigen Taufsteines wird von einer Säule getragen. Vermutlich stammt er aus dem 13. Jahrhundert und diente vor der Reformation als Weihwasserstein.
Das romanische Taufbecken (Kump) mit einem Durchmesser von 110 cm aus Sandstein steht seit 1993 im quadratischen Kirchturmraum. Seit April 2012 ist es mit einem modern gestalteten Lichterhalter versehen. Dieser lädt die Besucher dazu ein Kerzen zu entzünden und zu beten oder still zu verweilen. Bei dem Entzünden einer Kerze soll an die Taufe und die in ihr zugesagte unverbrüchliche Geborgenheit und Annahme durch Gott erinnert werden.

## Orgel

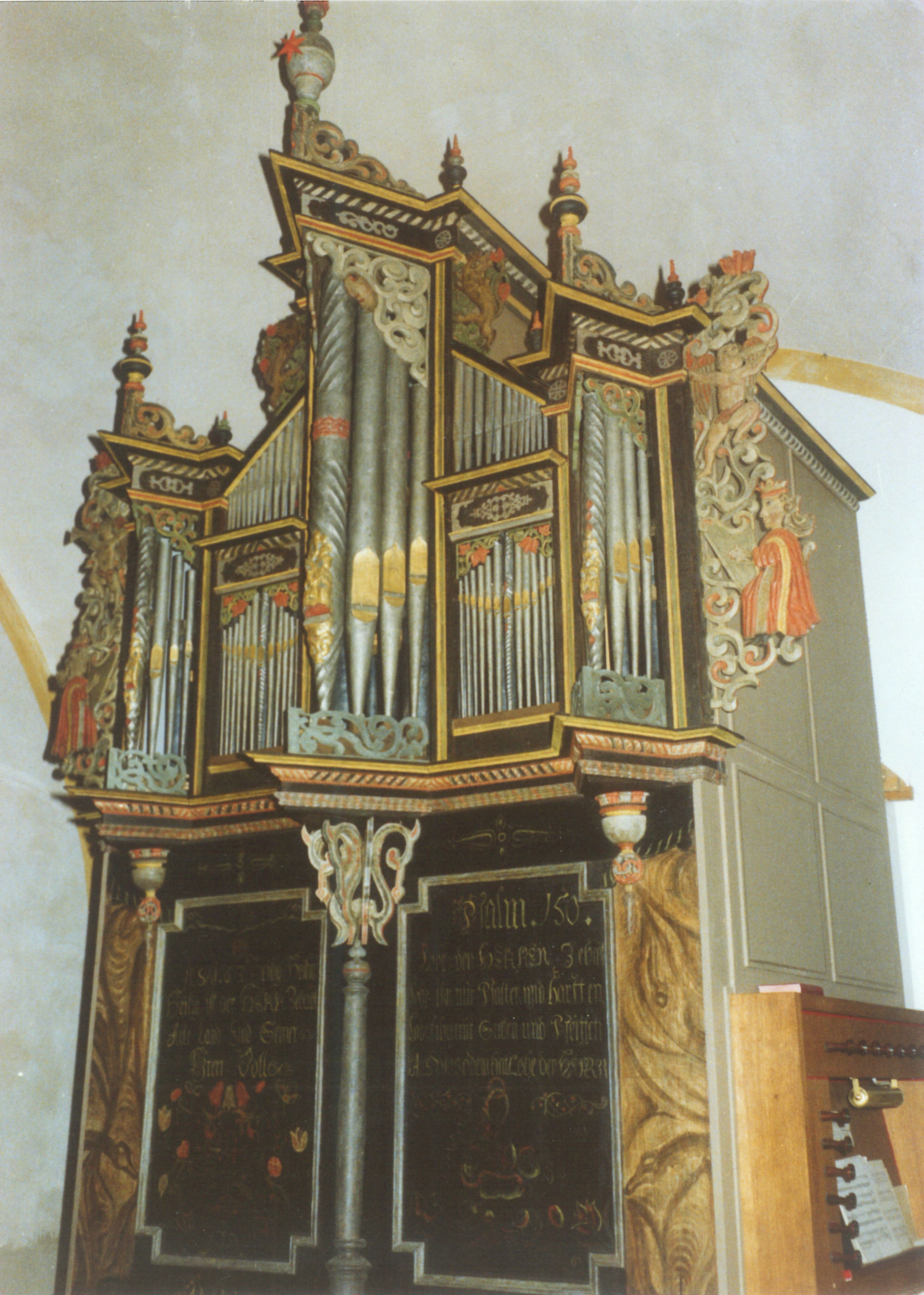
Historischer Prospekt von 1702

Die Orgel, die Johann Christian Rindt zugeschrieben wird, stammt aus dem Jahr 1702. Bis 1900 stand die Orgel im Chorjoch über dem Altar. Adam Eifert baute hinter dem historischen Prospekt ein neues Werk ein und setzte die Orgel auf die Westempore um. Der heutige Neubau geht auf die Firma Böttner aus dem Jahr 1978 zurück und verfügt über 20 Register, die auf zwei Manuale und Pedal verteilt sind. 1977 wurde die Bemalung von dem Kasseler Kirchenmaler Faulstich erneuert. Erhalten ist der fünfachsige Prospekt mit den originalen Prospektpfeifen. Der überhöhte, mittlere Spitzturm wird von zweigeschossigen Flachfeldern flankiert, die unten rechteckig und oben trapezförmig gestaltet sind. Außen stehen zwei Spitztürme. Die jeweils mittlere Pfeife der Türme ist ziseliert, bossiert und mit Masken bemalt. Alle Kielbogen-Labien sind vergoldet. Die Orgelohren in gotischem Stil zeigen König David mit Harfe, umgeben von Akanthusranken. Die heutige Disposition lautet wie folgt:
| I Hauptwerk C–g3 |       |
| Weitgedackt      | 8′    |
| Praestant        | 4′    |
| Principal        | 4′    |
| Koppelflöte      | 4′    |
| Rohrnasat        | 2 ⁄3′ |
| Waldflöte        | 2′    |
| Mixtur III       | 1 ⁄3′ |
| Zimbel II        | 1⁄2′  |
| Trompete         | 8′    |

| II Unterwerk C–g3 |        |
| Pommer            | 8′     |
| Rohrflöte         | 4′     |
| Principal         | 2′     |
| Terz              | 1 3⁄5′ |
| Quinte            | 1 ⁄3′  |
| Scharff III       | 1′     |

| Pedal C–f1     |       |
| Subbass        | 16′   |
| Principalbass  | 8′    |
| Octavbass      | 4′    |
| Hintersatz III | 2 ⁄3′ |
| Fagott         | 16′   |

- Koppeln: II/I, I/P, II/P

## Kirchenfenster
Die Kirchenfenster wurden von 1965 bis 1974 von Erhardt Klonk (1898–1984) aus Marburg erneuert. In der Apsis ist die Anbetung Christi dargestellt; die Fenster im Chor zeigen zwei Erzengel und König David. Im Langhaus sind die Apostel Petrus und Paulus sowie der brennende Dornbusch zu sehen. Das Seitenschiff enthält Darstellungen der Taufe Jesu und der Ausgießung des Heiligen Geistes. Der Heilige Geist ist in Gestalt der Taube auch in dem kleinen Rundbogenfenster der Apsis symbolisiert. Ein farbiges Okulus-Fenster im Turm zeigt das Neue Jerusalem mit Lamm Gottes samt zwölf Engeln und Toren. Auf der Empore befinden sich zwei weitere farbige Fenster.

## Bildergalerie

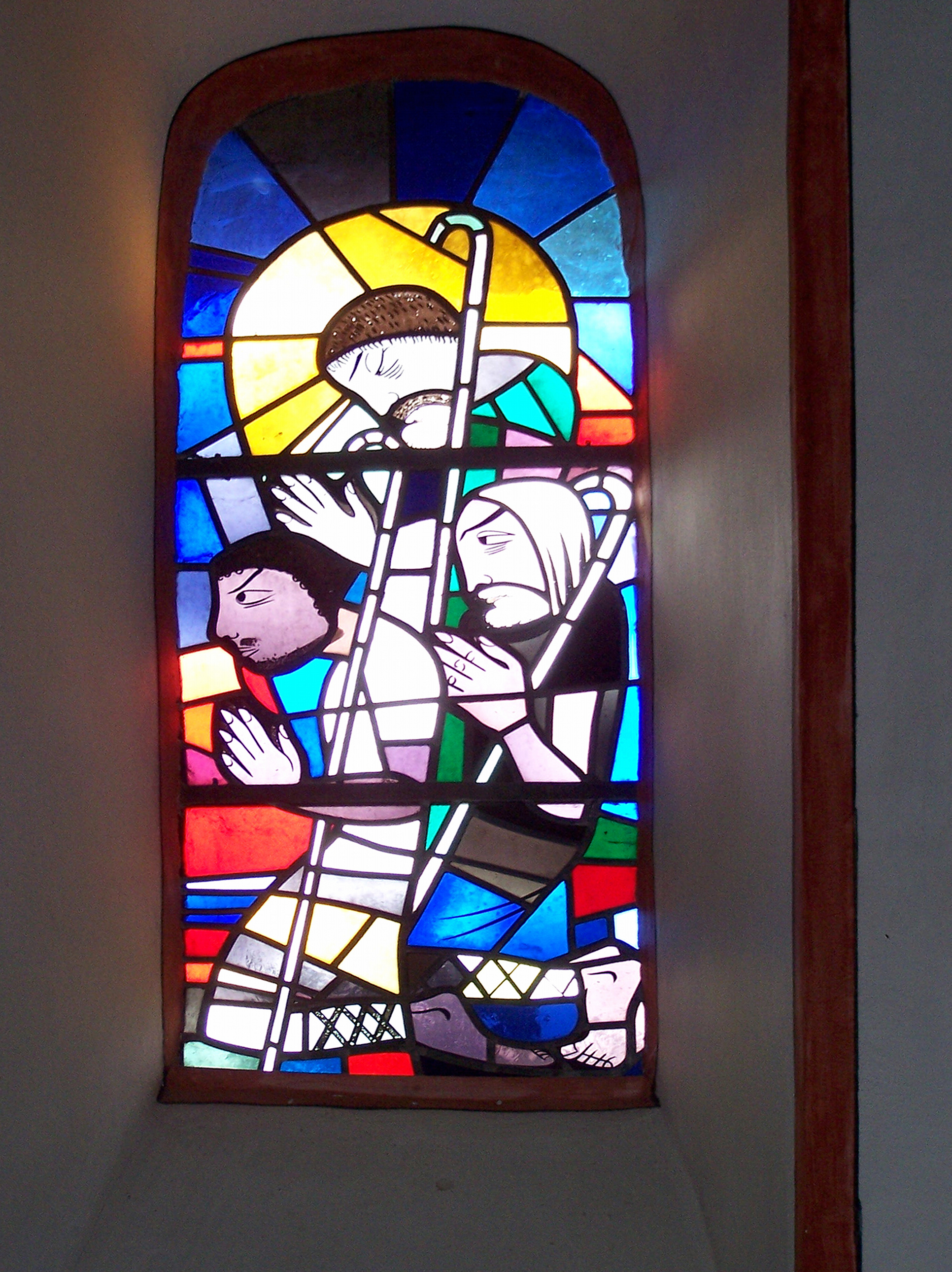
Kirchenfenster in der Apsis
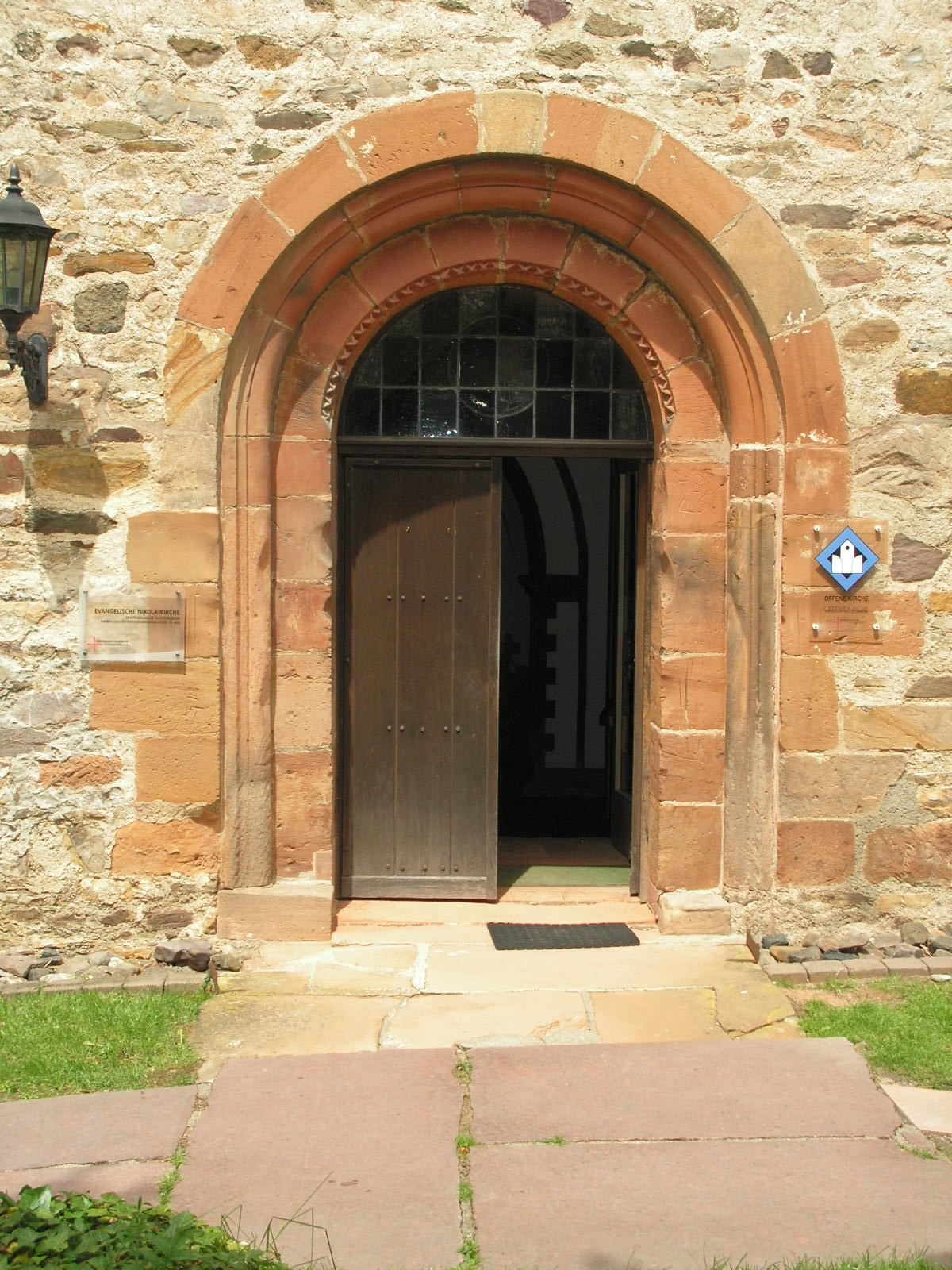
Romanisches Hauptportal an der Südseite der Kirche
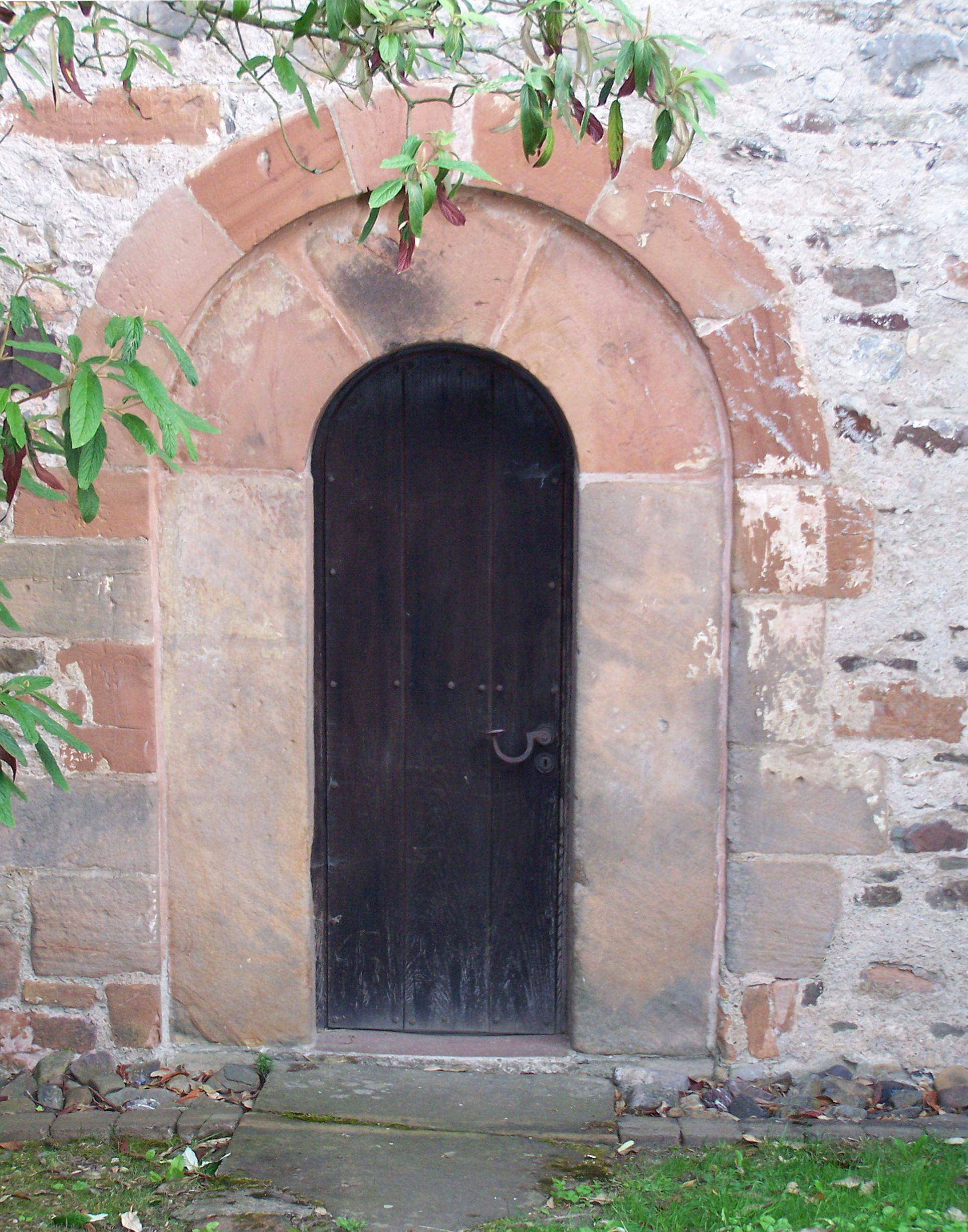
Portal an der Südseite der Kirche
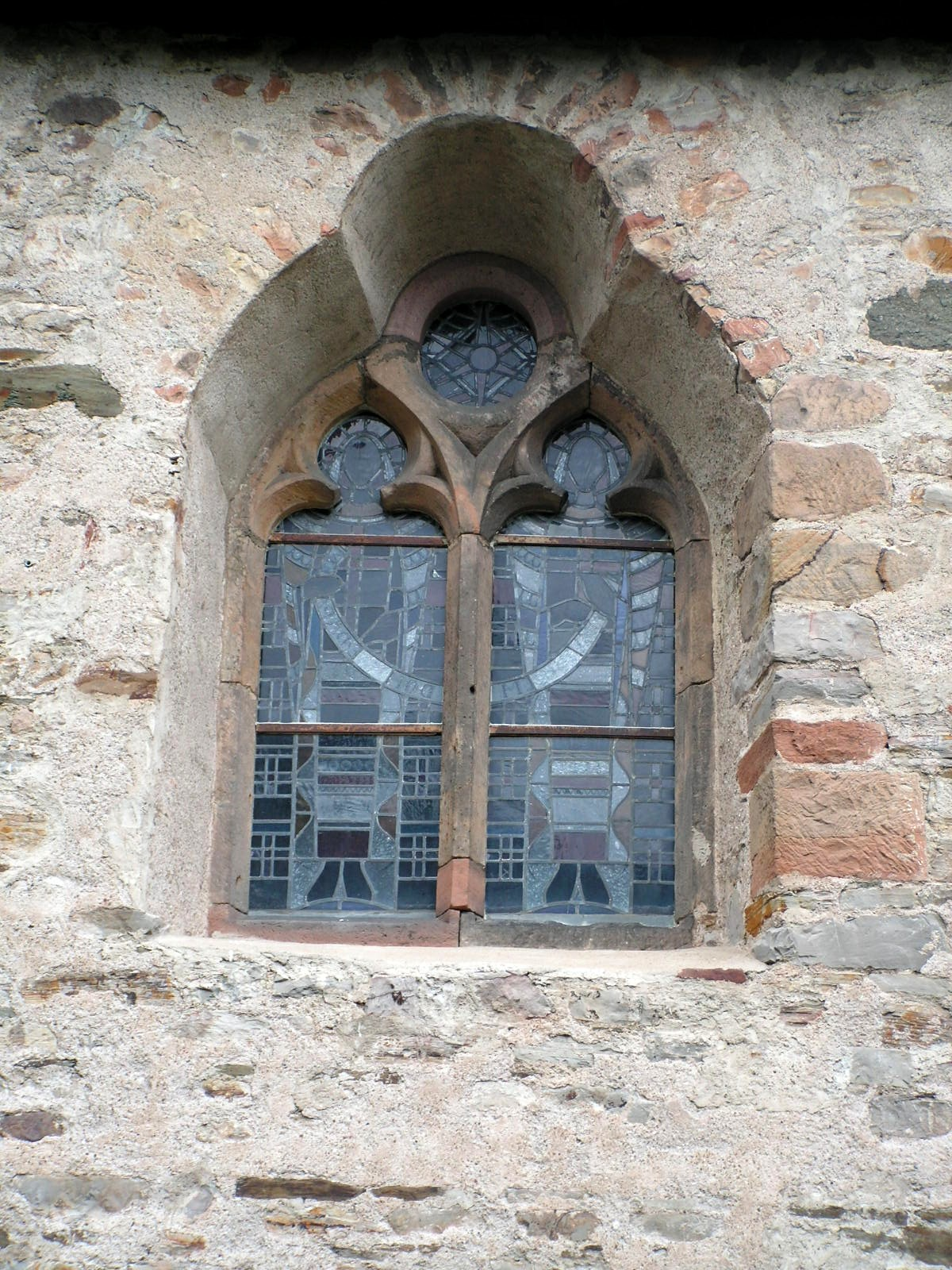
Gotisches Maßwerkfenster in der südlichen Seitenwand
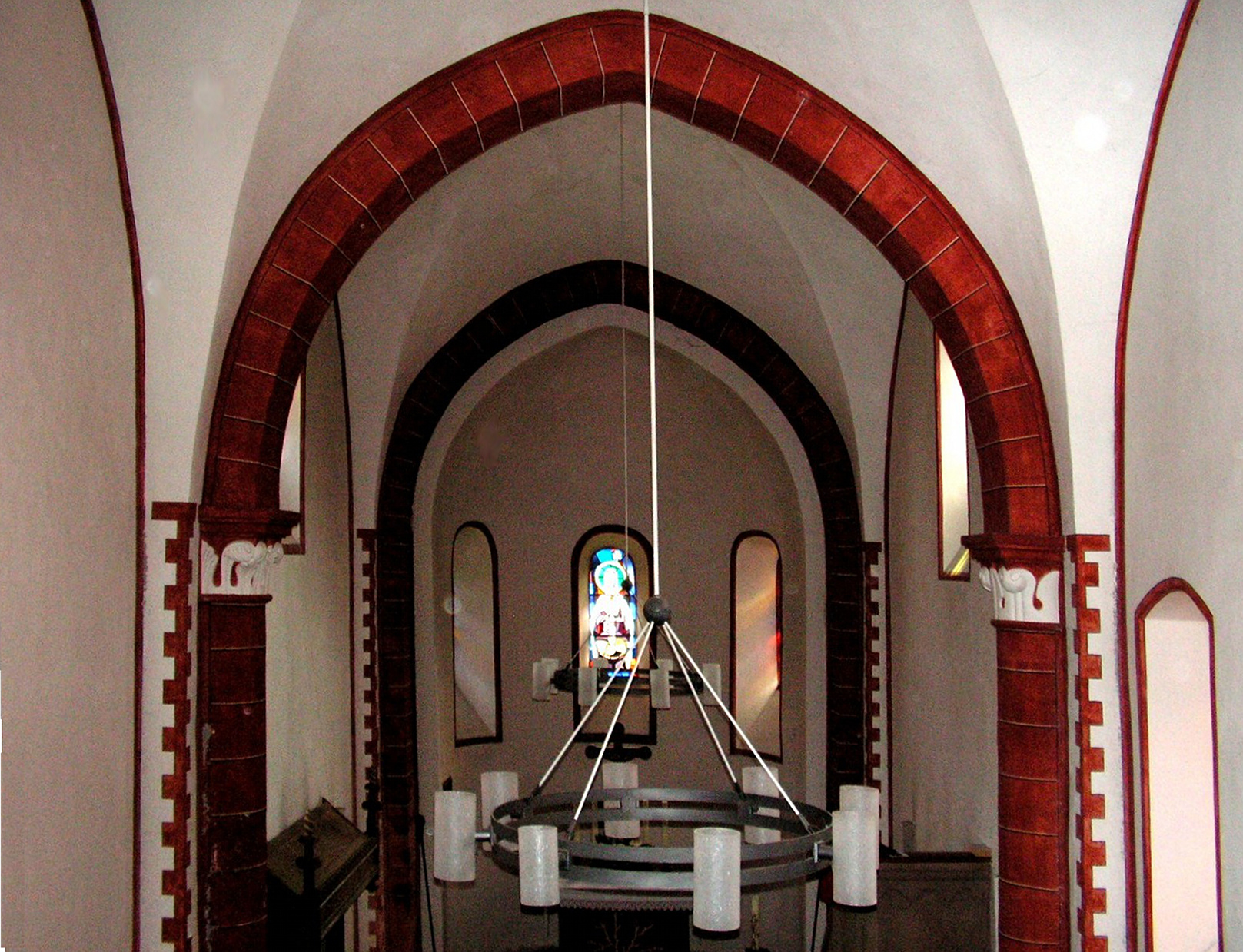
Kirchengewölbe nach Osten von der Orgelempore aus gesehen